# Merovingio (Matrix)
Merovingio, también conocido como el Francés, y también llamado Merv por Trinity, es un personaje de ficción en las películas The Matrix Reloaded y The Matrix Revolutions, interpretado por Lambert Wilson. Es un personaje principal en ambas películas y también en el juego en línea de rol The Matrix Online.

## Etimología
Merovingio recibe su nombre de la dinastía Merovingia. Su esposa, Perséfone, se llama así por ser la reina del inframundo en la mitología griega, y esposa de Hades.

## Historia enThe Matrix Reloaded
Merovingio se muestra como un importante magnate y es muy poderoso. Mantiene cautivo al Cerrajero, el único que poseía las llaves para todas las puertas de Matrix y necesario en la misión de Neo para salvar a la especie humana. Cuando se da cuenta de que su esposa Perséfone le había traicionado y le había entregado el Cerrajero a Neo, envía a todos sus secuaces a detenerlo. Mientras los Gemelos siguen a Trinity, a Morfeo y al Cerrajero, Neo detiene al resto de los secuaces de Merovingio.

## Historia enThe Matrix Revolutions
Neo está encerrado en un lugar entre el mundo real y Matrix, que es gobernado por Merovingio a través de un personaje llamado Ferroviario. Morfeo, Trinity y Seraph se dirigen a hablar con Merovingio para pedirle que deje libre a Neo. Merovingio intenta negociar y pide al grupo un intercambio, exigiendo los ojos del Oráculo. Entonces Trinity pierde la paciencia y comienza una pelea de golpes que acaba con todos los personajes apuntándose entre sí con armas. Para evitar una matanza, Merovingio debe entregarles a Neo.

## Historia enThe Matrix Resurrections
Al intentar ir a liberar a Trinity, son confrontados por el Agente Smith y otros programas exiliados, entre los quienes se encuentra el Merovingio (quien es ahora un vagabundo). Solo se limita a lanzar maldiciones e insultos a Neo mientras lo culpa por sus actuales circunstancias.